# Зелбах (Зиг)
Зелбах (њем. Selbach) општина је у њемачкој савезној држави Рајна-Палатинат. Једно је од 119 општинских средишта округа Алтенкирхен (Вестервалд). Према процјени из 2010. у општини је живјело 823 становника. Посједује регионалну шифру (AGS) 7132105.

## Географски и демографски подаци
Зелбах се налази у савезној држави Рајна-Палатинат у округу Алтенкирхен (Вестервалд). Општина се налази на надморској висини од 220 метара. Површина општине износи 3,7 km². У самом мјесту је, према процјени из 2010. године, живјело 823 становника. Просјечна густина становништва износи 225 становника/km².